# Sri Sembilan
Sri Sembilan is een bestuurslaag in het regentschap Merangin van de provincie Jambi, Indonesië. Sri Sembilan telt 1828 inwoners (volkstelling 2010).